# Fernando Londoño y Londoño
Fernando Londoño y Londoño (Manizales, 5 de diciembre de 1910-Bogotá, 3 de noviembre de 1994) fue un político y diplomático colombiano, miembro del Partido Conservador Colombiano.
Londoño ocupó varios cargos a lo largo de su vida, siendo Representante a la Cámara por Caldas durante dos ocasiones; Canciller en dos ocasiones; y ministro de gobierno y de guerra. También fue delegado de Colombia ante las Naciones Unidas, embajador del país ante Brasil y Francia, y gobernador de Caldas.
Como líder del conservatismo, dirigió una de las ramas más extremistas del partido conocida como Los Leopardos, a los que también perteneció Gilberto Alzate Avendaño.

## Biografía
Fernando Londoño Londoño nació en Manizales el 5 de diciembre de 1910 en un hogar acomodado de la región.

### Trayectoria
Durante el primer gobierno del liberal Alberto Lleras Camargo, Londoño fue nombrado Ministro de Relaciones Exteriores, entre el 9 de septiembre de 1945 y el 7 de agosto de 1946. Luego el presidente conservador Mariano Ospina Pérez fue embajador de Colombia ante Francia, de 1947 a 1948. 
Por estos años fue líder de una facción de los conservadores contraria al autoritarismo de Laureno Gómez, quien se perfilaba como líder del partido y quien tenía inspiración nazista. La rama de Londoño fue luego recogida por Gilberto Alzate Avendaño, y se inspiró en el grupo conocido como Los Leopardos.
En marzo de 1948, Ospina lo nombró ministro de guerra, pero renunció tras los acontecimientos del Bogotazo. En 1949, Ospina lo nombró Embajador de Colombia ante la Organización de Naciones Unidas, permenciendo en el cargo hasta 1950. Londoño fue nombrado Alcalde de Manizales en febrero de 1950 por el presidente Ospina, siendo confirmando en el cargo por el también conservador Laureano Gómez, permanciendo en el cargo hasta 1952.
Con la llegada al poder del militar Gustavo Rojas Pinilla, Londoño ejerció como Gobernador de Caldas durante 1953; ese mismo año fue elegido miembro de la Asamblea Nacional Constituyente donde se enfrentó al régimen militar y conformó el Grupo de los Veinte encargado de la dirección del Plebiscito de 1957 y del Frente Nacional.

### Frente Nacional
Derribado Rojas del poder, Londoño fue elegido Ministro de Gobierno del segundo gobierno del presidente Lleras Camargo, entre 1961 y 1962. Luego se desempeñó por segunda vez como canciller del ahora presidente Guillermo León Valencia en 1965. El presidente liberal Carlos Lleras Restrepo lo envió luego como embajador de Colombia ante Brasil entre 1969 y 1970.
En 1970, Londoño fue víctima de un secuestro extorsivo, ya que los delincuentes que lo retuvieron creyeron que era propietario del estadio de fútbol de su natal Manizales que llevaba su nombre (posteriormente rebautizado estadio Palogrande). Precisamente, ese estadio había sido construido entre 1927 y 1936 y recibió el nombre de Londoño en 1963, durante las celebraciones del centenario de la fundación de la ciudad.
Fernando Londoño Londoño falleció en Bogotá el 3 de noviembre de 1994, a los 83 años. Sus exequias se realizaron en la Iglesia Cristo Rey de Bogotá.

## Familia
Fernando era hijo de Justiniano Londoño Mejía y su esposa Mercedes Londoño Jaramillo. Siendo el séptimo de catorce hijosː Sus hermanos eran León, Mercedes, Lucía, Luis, Lucio, Alberto, Hernán, Laura, José María, Leticia, Juanita, Leonidas y Laura Londoño Londoño.

### Matrimonio y descendencia
Londoño contrajo matrimonio con Melba Hoyos Botero de cuya unión nacieron sus hijos Fernando, Guillermo, Álvaro, Melba y Luz María Londoño Hoyos.
Su hijo mayor, Fernando Londoño Hoyos es un destacado político y periodista, desempeñándose como ministro del Interior y de Justicia del expresidente Álvaro Uribe Vélez, entre 2002 y 2004; y luego, siendo uno de sus acérrimos defensores, ocupando, entre otros, la presidencia de su partido Centro Democrático. Como periodista, Londoño es conductor de la columna radial La Hora de la Verdad, en la cadena radial colombiana RCN.